# Akaroa
Akaroa ist ein kleiner Ort auf der Banks Peninsula in der Region Canterbury auf der Südinsel von Neuseeland.

## Geographie
Der Ort liegt im Stadtgebiet von Christchurch City am Akaroa Harbour, einem Naturhafen der Banks Peninsula, überragt von Hügeln, die einem ehemaligen Vulkan entstammen. Zum Zensus im Jahr 2013 zählte der Ort 624 Einwohner.

## Geschichte
Am 2. August 1838 ließ sich der französische Kapitän eines Walfangschiffes, Jean François L'Anglois, mit einer Anzahlung Land auf der Banks Peninsula von den ortsansässigen Māori reservieren. Zurück in Frankreich warb er für ein Ansiedlungsvorhaben in Neuseeland. Am 18. August 1840 erreichten 63 Siedler die Halbinsel, siedelten im Akaroa Harbour und gründeten Akaroa.
Am 18. Februar 1872 wurde Frank Worsley in Akaroa geboren, der von 1914 bis 1917 als Kapitän der Endurance an der Imperial Trans-Antarctic Expedition (auch bekannt als Endurance-Expedition) unter der Leitung von Ernest Shackleton teilnahm.

## Tourismus
Da Akaroa ein beliebtes Ferienziel in Neuseeland ist, steigt die Bevölkerungsanzahl in der Urlaubszeit auf über 7000 Einwohner an, wodurch die Wasserversorgung, die hauptsächlich durch Regenwasser gedeckt wird, knapp werden kann.

## Sehenswürdigkeiten
Sehenswert in Akaroa ist die 1864 gebaute katholische Pfarrkirche St. Patrick, das Maison Langlois-Eteveneaux von 1845, die anglikanische St. Peter's Church im neugotischen Stil von 1863 und das alte Zollhaus aus dem Jahre 1863.
Eine Besonderheit gibt es in der Bucht von Akaroa. Dort leben rund 30 Hector-Delfine, eine seltene Art, die nur in Neuseeland vorkommt. Für diese Meeresbewohner wurde extra ein Naturschutzgebiet an der Küste eingerichtet, damit die Delphine nicht von Fischernetzen verletzt werden.

## Persönlichkeiten
- Blanche Edith Baughan (1870–1958), Lyrikerin, Naturkundlerin, Gefängnisreformerin

## Fotogalerie

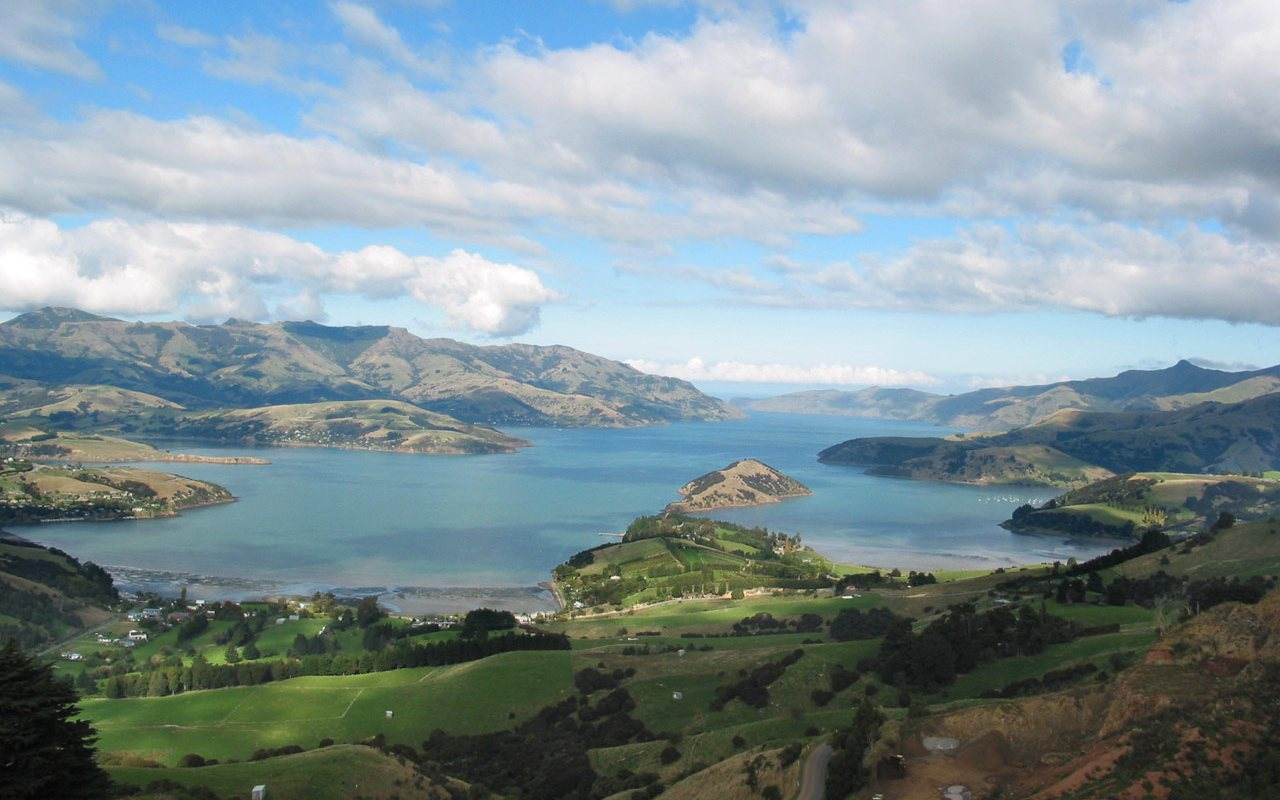
Die Bucht von Akaroa von fern …
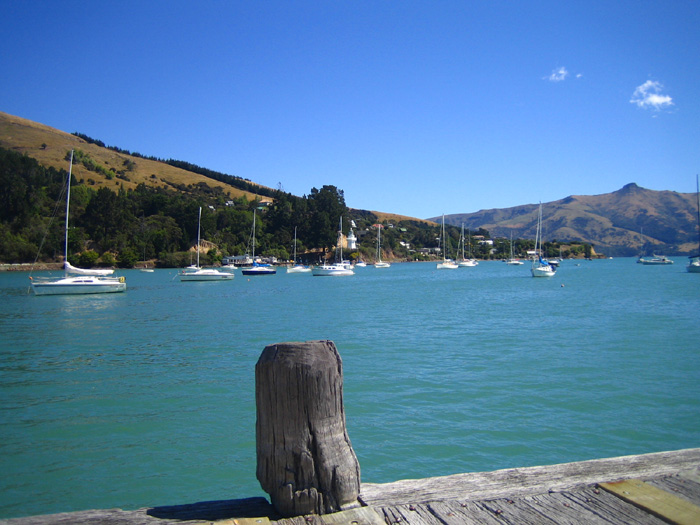
… und nah
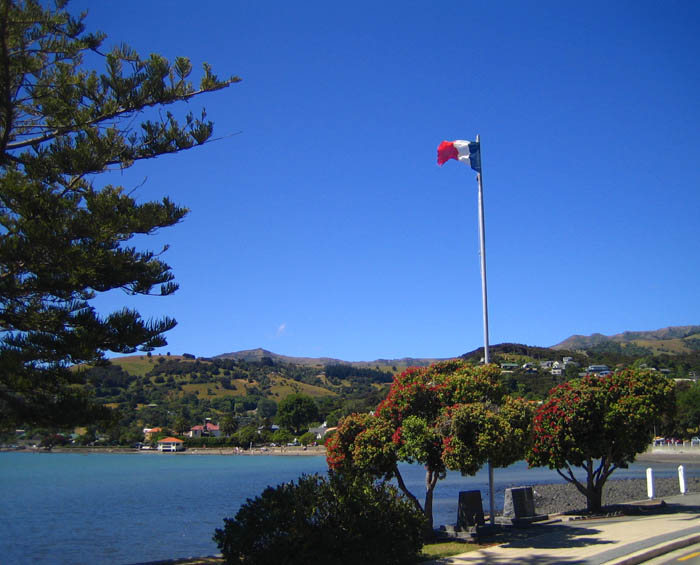
Eine französische Flagge an der Bucht von Akaroa
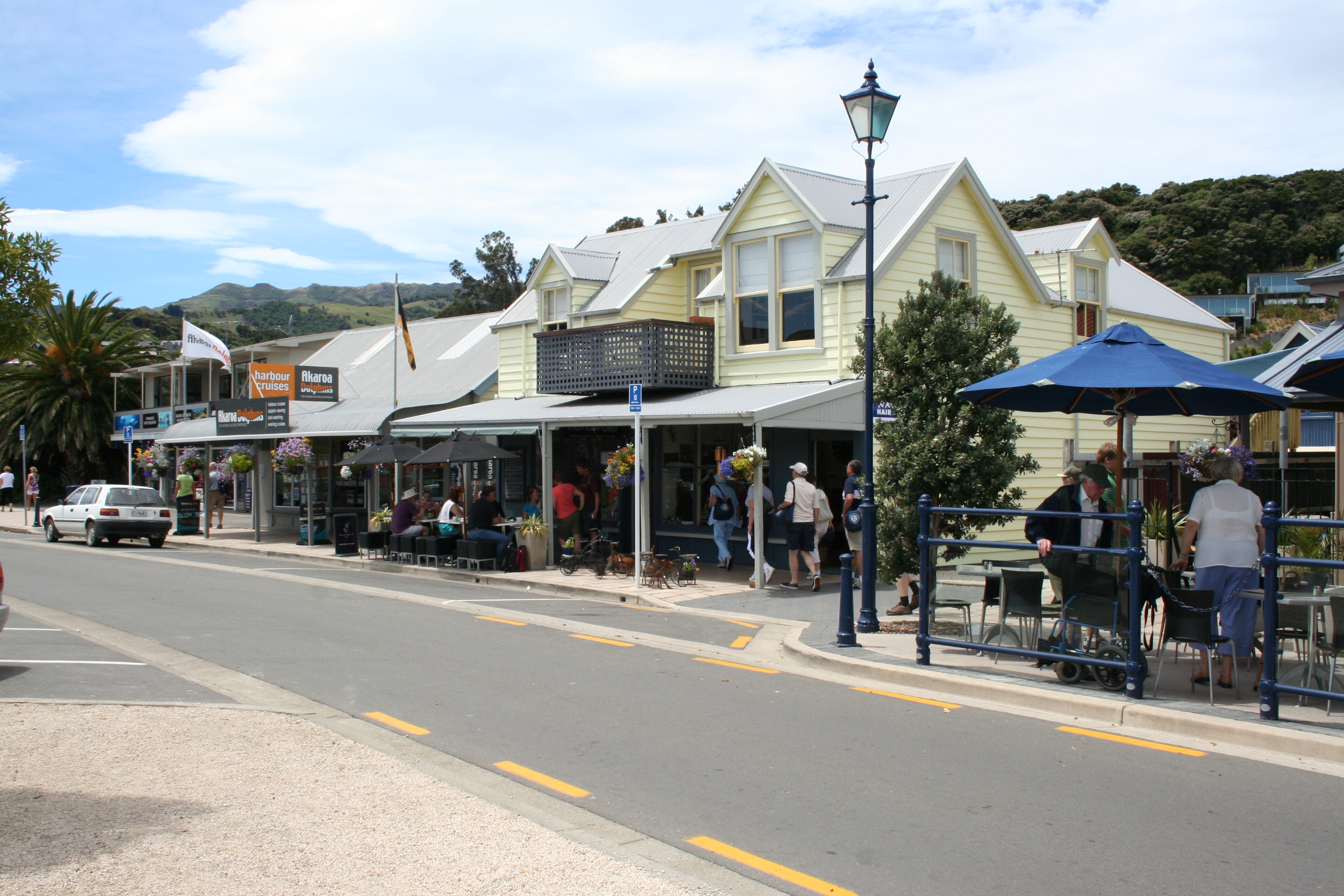
Akaroa
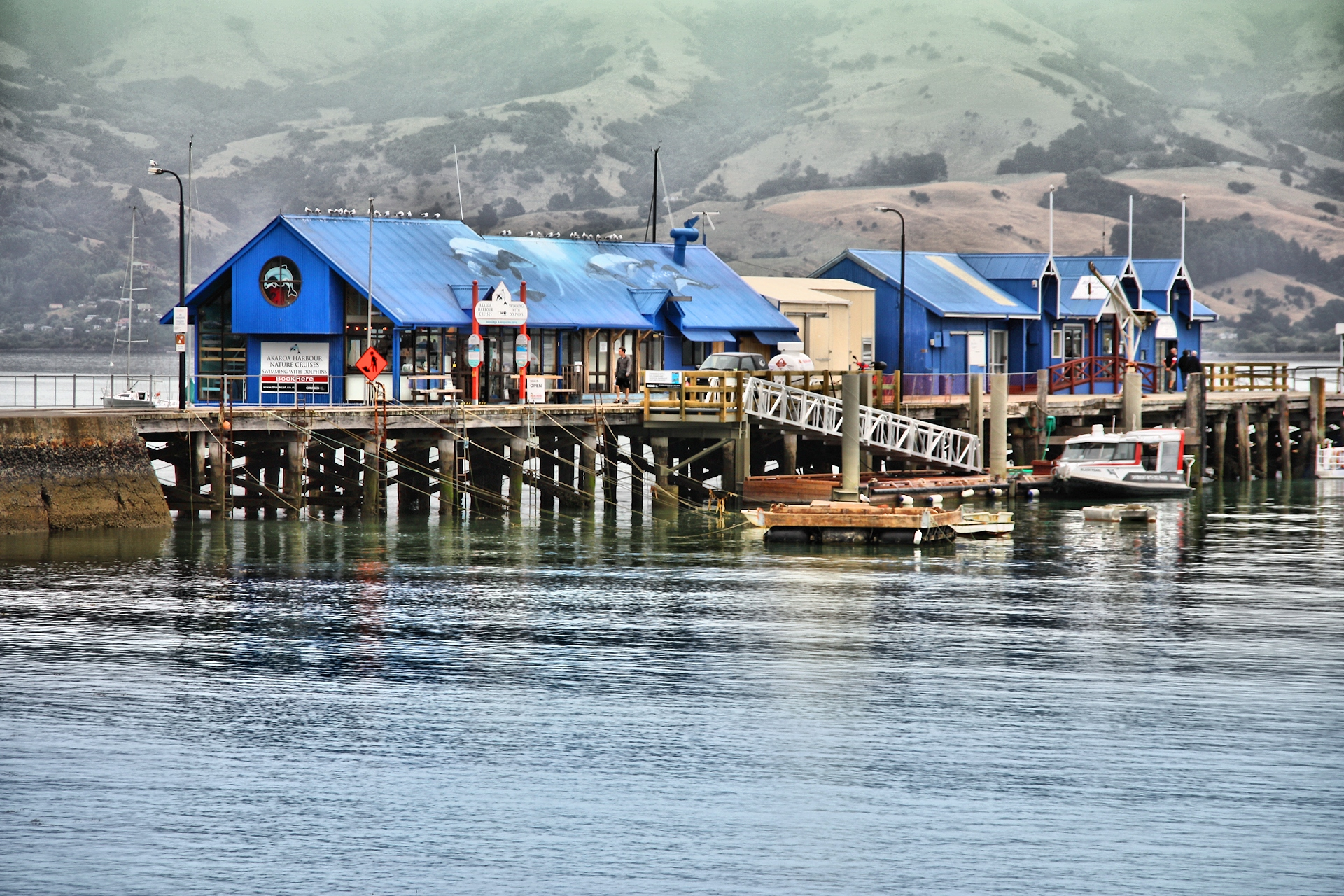
Pier in Akaroa
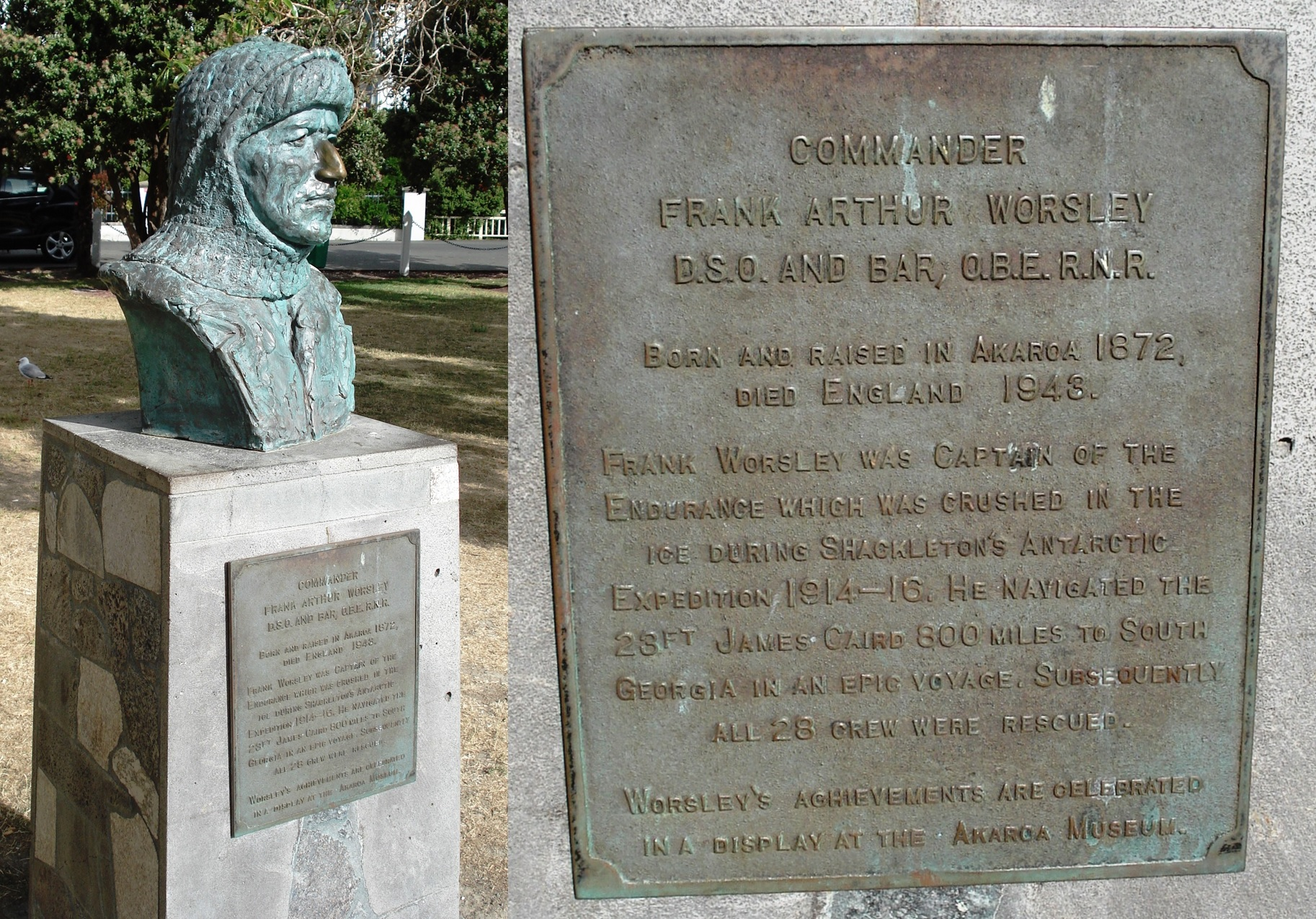
Das Denkmal für Frank Worsley an der Uferpromenade in seiner Heimatstadt Akaroa
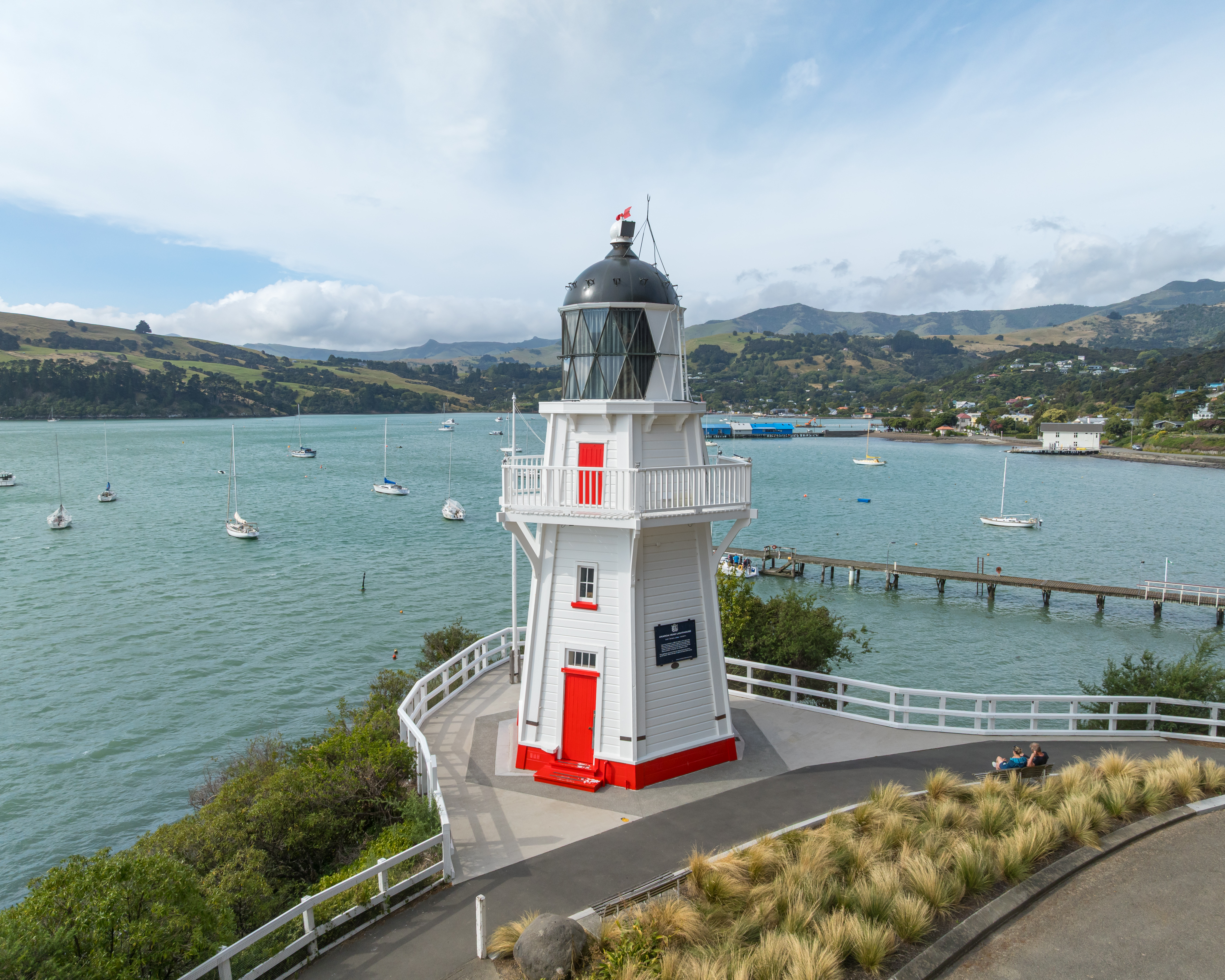
Akaroa Leuchtturm